# Hospital de San Lázaro (Sevilla)

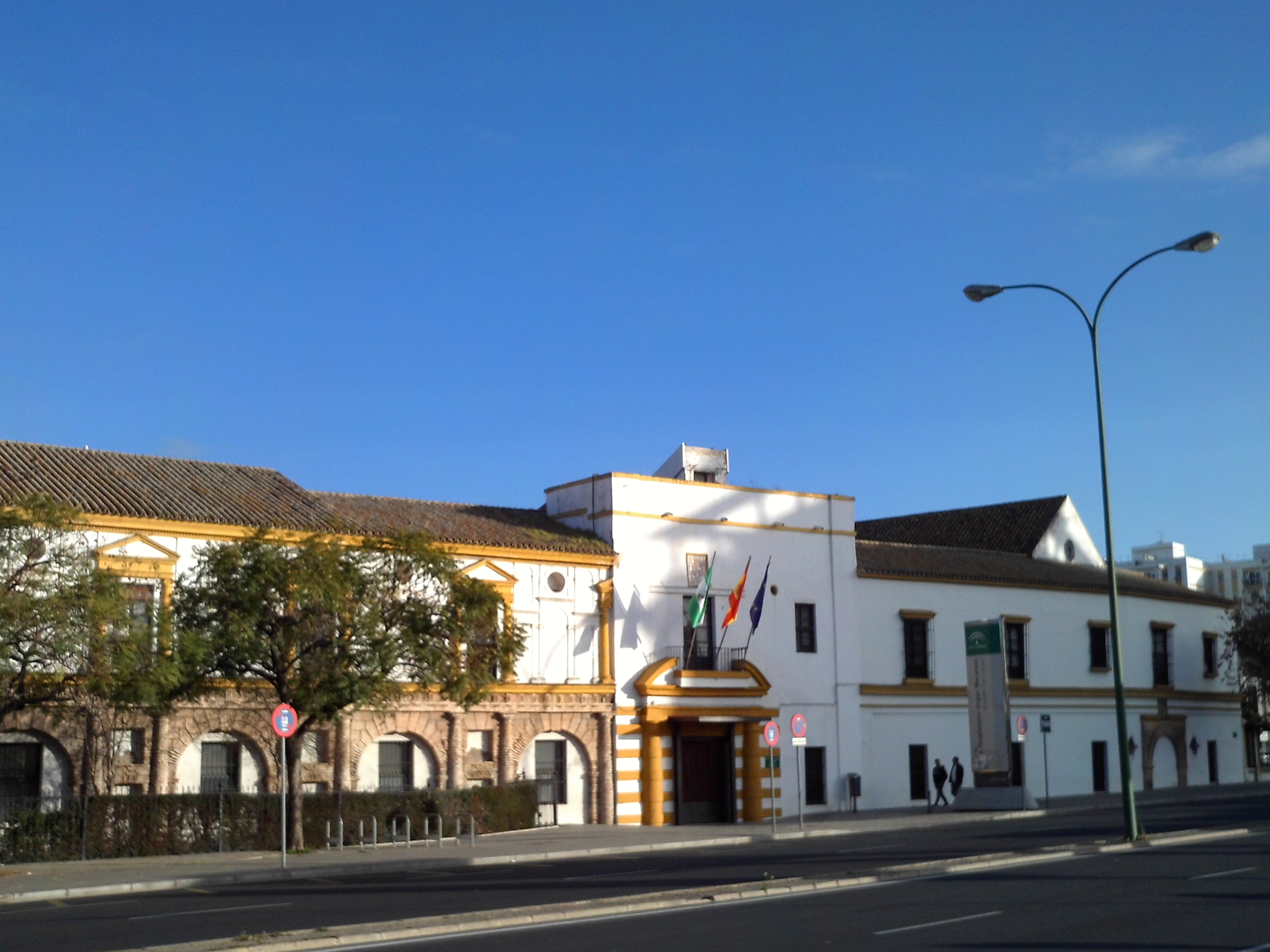
Fachada principal del hospital.

El Hospital de San Lázaro se encuentra en la Avenida del Doctor Fedriani de Sevilla (Andalucía, España), a un kilómetro de la muralla de Sevilla.

## Descripción
La zona histórica del edificio se encuentra en la zona oeste. Esta abarca la Torre de los Gausines, la iglesia, el edificio renacentista y la zona de la comunidad (donde habitaban las Hijas de la Caridad).
La Avenida del Doctor Fedriani ha ido aumentado su cota con los años, por lo que la fachada principal del edificio se encuentra semienterrada.
La Torre de los Gausines es medieval y tiene dos plantas. Es el acceso principal al hospital.
La iglesia es de estilo gótico-mudéjar. Ya consta la existencia de una iglesia en el hospital desde el siglo XIV. Su entrada principal está inhabilitada, por haber aumentado la cota de la avenida, y solo puede accederse a ella desde un patio del hospital. Sobre la portada de la iglesia hay un azulejo de San Lázaro. El retablo mayor es del siglo XVIII, decorado con pinturas de 1553. En el banco del mismo hay dos cuadros atribuidos a Juan Chacón: Cristo con el Cirineo y la Coronación de Espinas. En el primer cuerpo hay dos cuadros de Pedro de Villegas Marmolejo: Resurrección de Lázaro y Magdalena Penitente. En el segundo cuerpo hay dos cuadros del autor anterior: Noli me tangere y Martirio de San Lázaro.
Al norte del acceso principal se encuentra la parte renacentista y al sur la zona de la comunidad, que actualmente se encuentra sin uso.
Junto a la zona histórica hay un patio que se creyó mudéjar, pero que gracias a las investigaciones de Federico Arévalo Rodríguez y Fernando Vilaplana Villajos se ha descubierto como una creación del siglo XX. La galería oeste del patio, de estilo neomudéjar, fue construida entre 1927 y 1929 por el arquitecto de la Diputación Provincial de Sevilla, Antonio Gómez Millán, mientras que la galería norte se construyó entre 1972 y 1973, cuando era arquitecto de esta institución Álvaro Gómez de Terreros.
El edificio de hospitalización fue construido en la década de 1970 y es de estilo racionalista. Se encuentra a 25 metros de la zona histórica y se comunica con ella a través de un pasillo cubierto.
A todo lo anterior hay que sumarle una serie de edificaciones auxiliares de menor tamaño, que albergan la antigua lavandería, instalaciones de ventilación y climatización, almacenes, etcétera.

## Historia
En el Repartimento de Sevilla, realizado entre 1249 y 1253, se menciona este entorno como la huerta y el camino de San Lázaro. No se habla de un hospital aquí, pero el nombre de San Lázaro se daba a los hospitales destinados a los leprosos, lo cual justifica la suposición de que existía.
Las primeras reglas conservadas del hospital son de 1393.
En 1508 Fernando el Católico y su esposa Germana de Foix pararon en San Lázaro cuando llegaban a Sevilla.
En 1526 el rey Carlos I e Isabel de Portugal fueron a Sevilla para contraer matrimonio. Fueron recibidos en San Lázaro por el cabildo municipal y el cabildo religioso.
En 1761 se realizaron obras en el hospital. De ellas hay constancia por un azulejo en la parte superior de la portada con el escudo real y el texto "Siendo Mayoral el Sr. D. Diego Torres Marbán 24 de Sevilla, a 1761". Posiblemente, esta obra fue realizada por Sebastián Van der Borcht.
En 1854 el hospital pasó a ser administrado por la Diputación Provincial de Sevilla. Bajo el mandato del director de Hospitalidad Pública, José María de Ybarra, y con proyecto del arquitecto Balbino Marrón y Ranero se realizaron importantes reformas en el inmueble entre 1863 y 1864, que afectaron sobre todo al interior de la parte renacentista.
Las Hijas de la Caridad llevaron el hospital desde su reforma en 1864 hasta la década de 1980.
En 1964 fue catalogado como monumento histórico-artístico, siendo actualmente bien de interés cultural.
En 1964 los arquitectos de la Diputación, Álvaro Gómez de Terreros y José Luis García López, reconstruyeron el interior de la parte renacentista y restauraron la fachada de esta zona, de estilo manierista del siglo XVI.
El retablo mayor de la iglesia fue declarado bien de interés cultural en 1990.
Desde 1991 el hospital se encuentra adscrito a la Consejería de Salud de la Junta de Andalucía.